# Chapelle St. Anne of Ease
La Chapelle St. Anne of Ease est une chapelle néogothique anglicane située à Fredericton au Nouveau-Brunswick, 201, rue Westmorland.
Construite entre 1846 et 1847, elle a été reconnue lieu historique national du Canada en 1989. Conçue par Frank Wills, elle est construite en pierre en style néogothique.